# Edison Hurtado
Edison Hurtado Lerma (ur. 25 lipca 1972) – kolumbijski zapaśnik w stylu wolnym. Olimpijczyk z Sydney 2000, gdzie zajął czternaste miejsce w kategorii 69 kg.
Czterokrotny uczestnik mistrzostwach świata, siódmy w 2007. Srebrny medal na igrzyskach panamerykańskich w 2003 i 2007. Osiem medali na mistrzostwach panamerykańskich, srebro w 2001, 2002 i 2005. Wicemistrz igrzysk Ameryki Południowej w 2006 i 2014 i mistrzostw w 2013. Złoty medal igrzysk Ameryki Środkowej i Karaibów w 2002. Pierwszy na igrzyskach boliwaryjskich w 2001 i 2009, drugi w 1997 i 2005, trzeci w 2013 roku.